# Municipio de Grant (condado de Lyon)
El municipio de Grant (en inglés: Grant Township) es un municipio ubicado en el condado de Lyon en el estado estadounidense de Iowa. En el año 2010 tenía una población de 262 habitantes y una densidad poblacional de 2,84 personas por km².

## Geografía
El municipio de Grant se encuentra ubicado en las coordenadas 43°23′21″N 95°55′10″O / 43.38917, -95.91944. Según la Oficina del Censo de los Estados Unidos, el municipio tiene una superficie total de 92.34 km², de la cual 92,34 km² corresponden a tierra firme y (0 %) 0 km² es agua.

## Demografía
Según el censo de 2010, había 262 personas residiendo en el municipio de Grant. La densidad de población era de 2,84 hab./km². De los 262 habitantes, el municipio de Grant estaba compuesto por el 97,71 % blancos, el 0,38 % eran asiáticos, el 0,38 % eran de otras razas y el 1,53 % eran de una mezcla de razas. Del total de la población el 0 % eran hispanos o latinos de cualquier raza.